# Iksiy Music
Iksiy Music — украинский музыкальный лейбл, издатель и студия звукозаписи.

## История
Андрей Игнатченко в 2010 году открыл студию звукозаписи — «Iksiy Music».
Весной 2018 года группа «KAZKA» презентовала дебютный альбом «KARMA», над которым работала команда «Iksiy Music». Андрей Игнатченко и Сергей Ермолаев выступили саунд-продюсерами музыкального альбома и композиторами 7 из 10 треков, среди которых, самые популярные синглы группы: «Свята», «Плакала», «Дива» и другие.
Студия звукозаписи «Iksiy Music» занимается написанием песен, текстов, продвижением материала на рынке; продюсированием песен — аранжировка, запись, тюнинг, продакшн вокала, сведение, мастеринг; продюсированием музыкальных проектов; созданием видео-клипов, рекламных роликов, радио-роликов; написанием саундтреков к фильмам и сериалам.

## Песни спродюсированные на Iksiy Music
| исполнитель                        | название песни |
| ---------------------------------- | --- |
| Iksiy (Андрей Игнатченко)          | У мирному Києві (feat Sestra & Bitz), Молюся і вірю (feat Sestra & Bitz), From Ukraine (feat Sestra), Чом ти не прийшов. |
| Камалия                            | Кордони, Танцую, Кулями (feat Paul Hank), Новий рік (feat Arabella&Mirabella)                                            |
| Анастасия Приходько                | Степом |
| Саид Джурди                        | Переможем |
| Ирина Билык                        | Мало, Не стримуй погляд, Я буду                                                                                          |
| Виталий Козловский                 | Тихим дотиком, Вільні |
| Люся Кава                          | Народна, Незламна |
| Алина Гросу                        | Голый король, Vova, Луна, Грязные танцы, Дикая, Арестован.                                                               |
| Emin                               | «Рядом проснуться» |
| Валерия                            | «Формула счастья» |
| Таисия Повалий                     | «Твоих рук родные объятья», «Чай с молоком», «Сердце — дом для любви»                                                    |
| Доминик Джокер                     | «Не повторим», «Холодное лето»                                                                                           |
| Инь-Ян                             | «Бесконечность» |
| НеАнгелы                           | «Серёжа», «Знаешь», «Удары», «Точно».                                                                                    |
| Анна Седокова                      | «Пока милый», «Что я наделала», «Удали»                                                                                  |
| Анна Седокова и Миша Крупин        | Небезопасно |
| Татьяна Котова                     | «За тобой»; «Ты один» |
| Яна Соломко                        | «Матахари», «Закохана»                                                                                                   |
| KAZKA                              | «Свята», «Дива», «Плакала» «Пісня сміливих дівчат» и многие другие.                                                      |
| Наташа Королева и Александр Маршал | «Порочен я тобой» |
| Наташа Королева                    | «Абрикосовые сны», «Я устала…», «Осень под ногами на подошве…»                                                           |
| Слава                              | «Спелый мой» |
| Зара                               | «Этот год любви» |
| Валерия                            | «Формула счастья» |
| Ирина Круг                         | «Промежутки любви» |
| Тамара Гвердцители                 | «Ориентир любви» |
| Тамара Гвердцители и Стас Михайлов | Давай разлуки запретим                                                                                                   |

## Артисты
Со студией сотрудничали: Анна Седокова, Наташа Королёва, Борис Моисеев, Мика Ньютон, Татьяна Котова, Emin, Elvira T, Varda, Сергей Зверев, группа НеАнгелы, группа NIKITA, Наталья Морозова, Виталий Козловский, Тина Кароль, Яна Соломко, Лавика, Братья Борисенко, Стас Шуринс, Дима Коляденко и др…

## Альбомы
группа "KAZKA "
- 2018 — Karma
- 2019 — Nirvana
- 2021 – Svit

Наташа Королева
- 2015 — Магия Л

Наталья Мороzова
- 2014 — Губы
- 2019 — Сильная

Стас Шуринс
- 2013 — Естественный отбор

Iksiy
- 2020 — Indrani

Устинья Малинина
- 2018 — Влюбишься
- 2019 — Розовый шум

Александр Малинин
- 2018 — Любовь жива

Ирина Круг
- 2020 — Ты сердце и душа

Таисия Повалий
- 2020 — Ейфорія

## Награды
| Год релиза | Название песни и ссылка на видеоклип | Исполнитель                        | Примечание |
| ---------- | ------------------------------------ | ---------------------------------- | --- |
| 2014       | Хозяин                               | Nikita, группа                     | |
| 2014       | Делай, что хочешь                    | Nikita, группа                     | |
| 2014       | Порочен я тобой                      | Королёва Наташа и Маршал Александр | Лауреат фестиваля «Песня года 2014» |
| 2014       | Спелый мой                           | Слава                              | Лауреат фестиваля «Песня года 2014» |
| 2015       | Знаешь                               | НеАнгелы, группа                   | |
| 2015       | Твоих рук родные объятья             | Повалий Таисия                     | Лауреат фестиваля «Песня года 2015», премии «Шансон года-2016»                                                                          |
| 2015       | Этот год любви                       | Зара                               | Лауреат фестиваля «Песня года 2015» |
| 2015       | Позвони, будь посмелей               | Рубановская Мария                  | |
| 2016       | Чай с молоком                        | Повалий Таисия                     | Лауреат фестиваля «Песня года 2016», премии «Шансон года-2017»                                                                          |
| 2016       | Сумасшедшее счастье                  | Цой Анита                          | Лауреат фестиваля «Песня года 2016», премий «Шансон года-2017» и «Золотой граммофон 2017»                                               |
| 2016       | Промежутки любви                     | Круг Ирина                         | Лауреат премии «Шансон года-2017» |
| 2017       | Сто озёр и пять морей                | Слава                              | Песня написана в соавторстве с Сергеем Ревтовым                                                                                         |
| 2017       | Сердце — дом для любви               | Повалий Таисия                     | Лауреат премии «Золотой граммофон 2017», фестиваля «Песня года 2017», премии «Шансон года-2018»                                         |
| 2017       | Осень под ногами на подошве          | Королёва Наташа                    | Песня написана в соавторстве с Александром Соколовым Лауреат фестиваля «Песня года 2017», премии «Шансон года-2018»                     |
| 2017       | Ориентир любви                       | Гвердцители Тамара                 | Лауреат фестиваля «Песня года 2017» и премии «Шансон года-2019»                                                                         |
| 2018       | Ты в глаза мне посмотри              | Повалий Таисия                     | Лауреат премии «Золотой граммофон 2018», фестиваля «Песня года 2018» и премии «Шансон года-2019»                                        |
| 2018       | Твой поцелуй                         | Слава                              | Лауреат фестиваля «Песня года 2018» |
| 2018       | Ищи не ищи                           | Круг Ирина                         | Лауреат премии «Шансон года-2019» |
| 2019       | Я буду твоя                          | Повалий Таисия                     | Лауреат фестиваля «Песня года 2019» |
| 2019       | Давай разлуке запретим               | Гвердцители Тамара, Михайлов Стас  | Лауреат Российской Национальной Музыкальной Премии, фестиваля «Песня года 2019», премии газеты «Московский комсомолец» — ZD AWARDS-2019 |
| 2019       | Сердце на сердце                     | Басков Николай                     | Лауреат премии «Золотой граммофон 2019», лауреат фестиваля «Песня года 2019», премии газеты «Московский комсомолец» — ZD AWARDS-2019    |
| 2019       | Ленинградский горьковатый хлеб       | Хор Турецкого, группа              | |
| 2020       | Особенные слова                      | Повалий Таисия                     | |

| Год  | Название песни и ссылка на видеоклип | Примечание |  |
| ---- | ------------------------------------ | --- |  |
| 2017 | Свята                                | Песня вошла в топ-10 самых ротируемых песен по версии украинского сервиса «FDR MEDIA», заняв 9 место. Также группа стала «Открытием года» по их версии. |  |
| 2018 | Свята                                | «Лучшая песня поп-группы» («Свята») и «Лучший дебют» по мнению «Страна ФМ».                                                                             |  |
| 2018 | Плакала                              | Песня впервые в истории украинской музыки попала в Топ-10 мирового хит-парада сервиса Shazam.                                                           |  |
| 2018 | Плакала                              | Песня названа «Хитом года» по версии M1 Music Awards.                                                                                                   |  |